# Senat von North Dakota

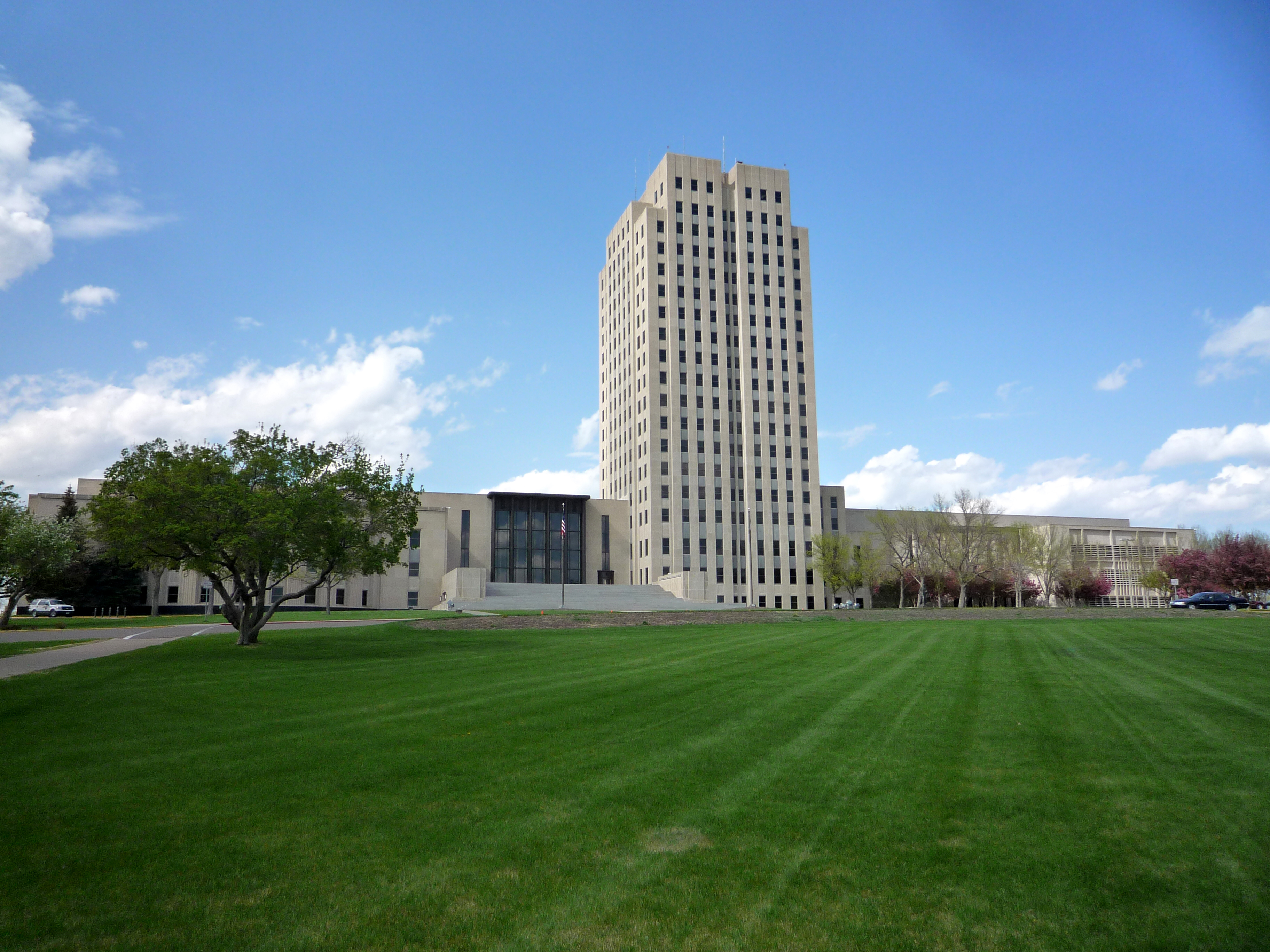
North Dakota State Capitol

Der Senat von North Dakota (North Dakota State Senate) ist das Oberhaus der North Dakota Legislative Assembly, der Legislative des US-Bundesstaates North Dakota.
Die Parlamentskammer setzt sich aus 47 Senatoren zusammen, die jeweils einen Wahldistrikt repräsentieren. Die Senatoren werden jeweils für vierjährige Amtszeiten gewählt. Ferner sind diese Amtszeiten so gestaffelt, dass immer die Hälfte der Senatoren nach jeweils zwei Jahren neu gewählt wird. Es existiert keine Beschränkung der Amtszeiten. Der Sitzungssaal des Senats befindet sich gemeinsam mit dem Repräsentantenhaus im North Dakota State Capitol in der Hauptstadt Bismarck.

## Aufgaben des Senats
Wie in den Oberhäusern anderer Bundesstaaten und Territorien sowie im US-Senat fallen dem Senat von North Dakota im Vergleich zum Repräsentantenhaus spezielle Aufgaben zu, die über die Gesetzgebung hinausgehen. So obliegt es dem Senat, Nominierungen des Gouverneurs in dessen Kabinett, weitere Ämter der Exekutive sowie Kommissionen und Behörden zu bestätigen oder zurückzuweisen.

## Struktur der Kammer
Präsident des Senats ist der jeweils amtierende Vizegouverneur. An Abstimmungen nimmt er nur teil, um bei Pattsituationen eine Entscheidung herbeizuführen. In Abwesenheit des Vizegouverneurs steht der jeweilige Präsident pro tempore den Plenarsitzungen vor. Dieser wird von der Mehrheitsfraktion des Senats gewählt und später durch die Kammer bestätigt. Derzeitiger Vizegouverneur und Senatspräsident ist die Republikanerin Tammy Miller, Präsident pro tempore der Republikaner Donald Schaible aus dem 31. Wahlbezirk.
Zum Mehrheitsführer (Majority leader) der Republikaner wurde David Hogue, 38. Wahlbezirk, gewählt; Oppositionsführer (Minority leader) ist die Demokratin Kathy Hogan aus dem 21. Wahlbezirk.

### Zusammensetzung der Kammer nach der Wahl im Jahr 2022
| Partei | Partei                 | Abgeordnete |
| ------ | ---------------------- | ----------- |
|        | Republikanische Partei | 43          |
|        | Demokratische Partei   | 4           |
| Summe  | Summe                  | 47          |